# Institut slovaque
Les instituts slovaques (Slovenský inštitút en slovaque) sont des instituts financés par le ministère des affaires étrangères slovaque, rattachés aux ambassades. Leur rôle est de présenter aussi bien la culture, l’art et l’éducation, que le tourisme, les villes, les régions et les principaux acteurs de la vie économique du pays.

Logo de l'Institut slovaque de Paris

## Liste des instituts slovaques
| Pays             | Ville     | Site internet |
| ---------------- | --------- | ------------- |
| Allemagne (1997) | Berlin    | Site          |
| Autriche (1994)  | Vienne    | Site          |
| France (2001)    | Paris     | Site          |
| Hongrie (1993)   | Budapest  | Site          |
| Israël (2021)    | Jérusalem |               |
| Italie (2000)    | Rome      | Site          |
| Pologne (1993)   | Varsovie  | Site          |
| Russie (1998)    | Moscou    | Site          |
| Tchéquie (1994)  | Prague    | Site          |